# Втора македонска война
Втората македонска война е втората от поредицата войни на Рим срещу Македония от ІІІ и ІІ в. пр. Хр. Започва през 200 г. пр. Хр. с интервенция на римляните в подкрепа на Родос и Пергам срещу македонската експанзия в Егейския регион. С лозунга за освобождение на Елада Рим печели на своя страна Атина, Ахея и повечето от останалите елински държавици. В решителната битка при Киноскефале (в Тесалия) през 197 г. пр. Хр. проконсулът Тит Квинкций Фламинин и гръцките му съюзници сразяват войските на македонския цар Филип V. Македония губи завинаги хегемонията си над Елада. Филип е принуден да се откаже и от владенията си в Хелеспонта и по егейското крайбрежие на Тракия и Мала Азия.

## Предистория
Съперничеството между македони и римляни започва в годините на Втората пуническа война (218–201 г. пр. Хр.). В опит да се възползва от първоначалните римски неуспехи Филип V сключва съюзен договор с Ханибал. Последица от този договор е Първата македонска война. С мира от Фойнике през 205 г. пр. Хр. Рим предотвратява македонско нашествие в Италия, но Сенатът е решен да елиминира потенциалната заплаха от Филип. Случай за това му се отдава скоро след победата над Картаген (201 г. пр. Хр.).
Кризата, в която Египет изпада след смъртта на Птолемей ІV Филопатор, подтиква македонския цар да предприеме мащабна завоевателна кампания срещу египетските владения и независимите държавици в Егейския басейн. През 202 и 201 г. пр. Хр. са завладени Самос, Тасос, Андрос и други острови, както и ред градове в Пропонтида и Кария. Родос и Пергам се опитват да спрат Филип, но търпят ред поражения. В безсилието си към края на 201 г. пр. Хр. те се обръщат за помощ към Рим.
Обезпокоен от засилването на македонския цар, Сенатът откликва на призива на родоските и пергамските пратеници с решение да изпрати армия в Илирия (на западната граница на Македония) и ултиматум до царя да се откаже от завоеванията си и да плати обезщетение на римските съюзници, които е нападнал. Поради изтощението от току-що приключилата борба с Картаген, народното събрание в Рим отхвърля решението за нова война. Подкрепя го едва след като консулът Публий Сулпиций Галба обещава да не мобилизира ветерани от битките с картагенците.
През 200 г. пр. Хр. изпратените в Елада римски легати успяват да вдигнат Атина срещу Македония. В отговор отряди от македонските крепости Халкида и Коринт опустошават Атика неколкократно. Пълномащабна война започва след като Филип отхвърля ултиматума на римляните и завзема Абидос на Хелеспонта – стратегическия път за зърното от Северното Черноморие, от което зависи цяла Елада.

## Хронология

### 200 г. пр. Хр.
През есента на 200 г. пр. Хр. римска армия от два легиона и помощни войски начело с консула Публий Сулпиций Галба дебаркира на илирийския бряг в района на съюзния на римляните град Аполония. Оттук римски отряд извършва набег в западните покрайнини на Македония, разрушавайки град Антипатрия. Заради наближаването на зимата по-мащабната кампания е отложена за следващата година. В подготовката за нея Галба се уговаря с околните племена (илирите, дарданите, атаманите, по-късно и етолийците) за общи действия срещу Филип V.
През същата година ескадра, изпратена от Галба, достига остров Евбея и разорява македонската база в Халкида. Филип V отвръща с безуспешна атака на Атина.

### 199 г. пр. Хр.
През 199 г. пр. Хр. консулът Галба навлиза с армията си в западната македонска област Линкестида. Пресрещнат от Филип V, той печели битки при Октолоф и в Еордейския проход, но е силно притеснен от недостиг на провизии, преди македонският цар да бъде принуден да се оттегли от римските съюзници, които нападат царството му от север и юг. Без да срещат повече отпор, римляните опустошават Линкестида и съседните области Еордея, Елимия и Орестида, но не проникват по-дълбоко в Македония и се оттеглят. В това време македоните сразяват дарданите, нахлули от север, и етолийците и атаманите, навлезли в долината на Пеней.
В Егейско море успехите на съюзниците също са ограничени – овладени са крепостта Ореос на северното крайбрежие на Евбея и няколко града в южна Тесалия.

### 198 г. пр. Хр.
През пролетта на 198 г. пр. Хр. римляните правят опит да нахлуят повторно в Горна Македония, но са блокирани от Филип V в една от клисурите на река Аоос (Вьоса). Македонският владетел предлага мир на римляните, като изразява готовност да предаде завоеванията си в Хелеспонта и Кария, но новият римски предводител – консулът Тит Квинкций Фламинин, му поставя неприемливи условия –да се откаже и от властта си над Тесалия.
Фламинин успява да обходи и пробие македонските позиции на Аоос. След това поражение Филип оттегля войските си за отбрана на същинска Македония, а Фламинин печели на своя страна епирските племена и нахлува в Тесалия. Отблъснат от крепостта Атракс, консулът се насочва с армията си на юг, овладява Фокида и достига Коринтския залив.
Усетили безсилието на Филип V, двете най-големи сили в Пелопонес – Ахейският съюз и (в началото на 197 г. пр. Хр.) Спарта, преминават на страната на Фламинин като му осигуряват помощни войски и нападат (безуспешно) македонския гарнизон в Коринт.
В края на 198 г. пр. Хр. е договорено временно примирие, за да се даде възможност на македонски пратеници да се явят пред Сената в Рим. Преговорите са безрезултатни, тъй като пратениците не са упълномощени от Филип да изпълнят изненадващите искания на римляните – да бъдат предадени Коринт, Халкида и Деметриада. Сенатът упълномощава Фламинин (чието едногодишно консулство е изтекло) да довърши войната.

### 197 г. пр. Хр.
След спартанския тиран Набис, в началото на 197 г. пр. Хр. Фламинин привлича на своя страна и беотийците, овладявайки с хитрост главния им град Тива, и по този начин изолира един от друг македонските опорни пунктове Халкида и Коринт. Последният съюзник на Филип V – акарняните, са подложени на нападение от римската флота.
Римляните и съюзниците им настъпват на север през Фтиотида в Тесалия. При Киноскефале (южно от Лариса) Филип V решава да им даде сражение и губи половината си армия (в т.ч. повечето от тежковъоръжените копиеносци, формиращи македонската фаланга).
По същото време ахейците разбиват македонските отреди край Коринт, родосците – в Кария, а римската флота завладява главния град на Акарнания – Левкада. След тези поражения Филип V отново иска примирие и този път приема поставените му условия.

## Последици
Съгласно мирния договор Филип V трябва да заплати контрибуция от 1 000 таланта сребро. Принуден е да се откаже от владенията си в Гърция (крепостите Коринт, Халкида и Деметриада) и по тракийското и карийското крайбрежие на Егейско море. Областта Орестида, отцепила се по време на войната, е отделена трайно от Македония. Териториално орязано, на македонското царство е забранено да воюва с гърците и да сключва политически съюзи с други държави. Армията му е сведена до 5 000 души, а флотът – до 5 бойни кораба.
С решение на римския Сенат през 196 г. пр. Хр. Фламинин провъзгласява тържествено Елада за свободна.
Филип V помага на Рим да се справи със селевкидския цар Антиох III, но в последните години на царуването си подготвя Македония за нова война с римляните. Тази т.нар. Трета македонска война се състои при царуването на сина му Персей.